# Samuel (nombre)
Samuel es un nombre propio masculino de origen hebreo en su variante en español. Procede del hebreo שְׁמוּאֵל (Šəmûʼēl), y su significado es 'escuchado por Dios'.

## Origen
Samuel es el nombre de un profeta y juez de Israel citado en el Antiguo Testamento (1 Samuel 3:20; 1 Samuel 7:6,15),  padre de Joel y Abías (1.º Samuel 8:2). Fue el primer profeta posterior de Moisés y el último de los jueces. Su padre Elcaná era un sufita de los montes de Efraín, hijo de Jeroham (1.º Samuel 1:1).

## Variantes
- Femenino: Samuela y Samantha.
- Hipocorísticos: Sam, Samu, Sami

### Variantes en otros idiomas
| Variantes en otras lenguas | Variantes en otras lenguas |
| -------------------------- | -------------------------- |
| Español                    | Samuel                     |
| Alemán                     | Samuel                     |
| Aragonés                   | Samuel                     |
| Armenio                    | Սամվել (Samvel)            |
| Asturiano                  | Samuel                     |
| Búlgaro                    | Самуил (Samuil)            |
| Catalán                    | Samuel                     |
| Checo                      | Samuel                     |
| Danés                      | Samuel                     |
| Eslovaco                   | Samuel                     |
| Esloveno                   | Samuel                     |
| Esperanto                  | Samuelo                    |
| Estonio                    | Samuel                     |
| Euskera                    | Samel                      |
| Finlandés                  | Samuel                     |
| Francés                    | Samuel                     |
| Gallego                    | Samuel                     |
| Griego                     | Σαμουήλ (Samouēl)          |
| Hebreo                     | שְׁמוּאֵל (Šəmûʼēl)            |
| Húngaro                    | Sámuel                     |
| Inglés                     | Samuel                     |
| Irlandés                   | Somhairle                  |
| Islandés                   | Samúel                     |
| Italiano                   | Samuele                    |
| Latín                      | Samuel                     |
| Letón                      | Samuels                    |
| Lituano                    | Samuelis                   |
| Neerlandés                 | Samuël                     |
| Noruego                    | Samuel                     |
| Polaco                     | Samuel                     |
| Portugués                  | Samuel                     |
| Rumano                     | Samuil                     |
| Ruso                       | Самуил (Samuil)            |
| Sardo                      | Samuèli                    |
| Sueco                      | Samuel                     |
| Ucraniano                  | Самуїл (Samuil)            |
| Japonés                    | サミュエル (Samyueru)      |

## Santoral
- La celebración del santo de Samuel se corresponde con el día 20 de agosto: Samuel, profeta y mártir.